# Vernjek Iván
Vernjek Iván evangélikus prédikátor, a szlovén Felsőszölnök lelkésze. Etnikai hovatartozása nem ismert.
A fennmaradt adatok szerint Vernjek fogadta a Felsőszölnökre 1605. október 15-én behatoló Bocskai-felkelők csapatát. Kossics József leírása szerint a plébános a hajdúkat egy üveg borral kínálta, akik csupán megmosolyogták a furcsa öregembert, és nem bántották.